# Malaspina (Neuseeland)
Der Malaspina ist ein 3042 m hoher Gipfel in den Neuseeländischen Alpen auf der Südinsel Neuseelands.

## Geographie
Der Gipfel liegt in der Bergkette zwischen den beiden höchsten Bergen des Landes, dem 3724 m hohen Aoraki/Mount Cook und dem 3498 m hohen Mount Tasman. Der nächste Gipfel ist der weniger als einen Kilometer nördlich gelegene 3144 m hohe Mount Teichelmann, getrennt durch den Clarke Saddle. Er ist von Schneefeldern und Gletschern umgeben, wie dem Linda-Gletscher in seiner Ostflanke.

## Geschichte
1936 gelang die Erstbesteigung des Malaspina durch A.J. Scott, Eric Miller und G.C.N. Johnson. Diese bestätigten später den 1938 durch D.O.W. Hall vorgeschlagenen heutigen Namen. Dieser wurde zu Ehren von Alessandro Malaspina di Mulazzo gewählt, der 1793 als kommandierender Kapitän einer spanischen Expedition den Doubtful Sound/Patea erreichte.

## Geologie
Das Gestein besteht hauptsächlich aus Varianten des Sedimentgesteins von Sandstein, Schluffstein und Mudstone, etwa 201 bis 253 Millionen Jahre alt.